# Daisy Lewis
Daisy Lewis (* 31. Dezember 1984) ist eine britische Schauspielerin.

## Leben
Daisy Lewis war in ihrer Jugend am nationalen Jugendtheater aktiv. Sie studierte englische Literatur am King’s College London. 2007 starteten Theaterengagements in London sowie Nebenrollen in britischen Filmen und Serien. 2013/2014 spielte sie die Schullehrerin Sarah Bunting in der Serie Downton Abbey.

## Filmografie (Auswahl)
- 2007: Doctor Who (Fernsehserie, eine Folge)
- 2009: From Time to Time
- 2012: Pusher
- 2013–2014: Downton Abbey (Fernsehserie, 8 Folgen)
- 2015: Sons of Liberty (Miniserie, 2 Folgen)
- 2016: Churchill’s Secret